# Knackwurst
Als Knackwurst (anhörenⓘ) (Kurzform: Knacker, anhörenⓘ) werden in Deutschland Brühwürste und Rohwürste bezeichnet. Ähnlich ist die Bockwurst. In Österreich ist eine Knackwurst eine Brühwurstsorte, die der Extrawurst ähnelt.

## Etymologie
Der Name ist eine Wortbildung des 16. Jahrhunderts nach dem knackenden Geräusch beim Zerbeißen der Wurst. (authentisches Beispiel: anhörenⓘ).

## Varianten

### Deutschland

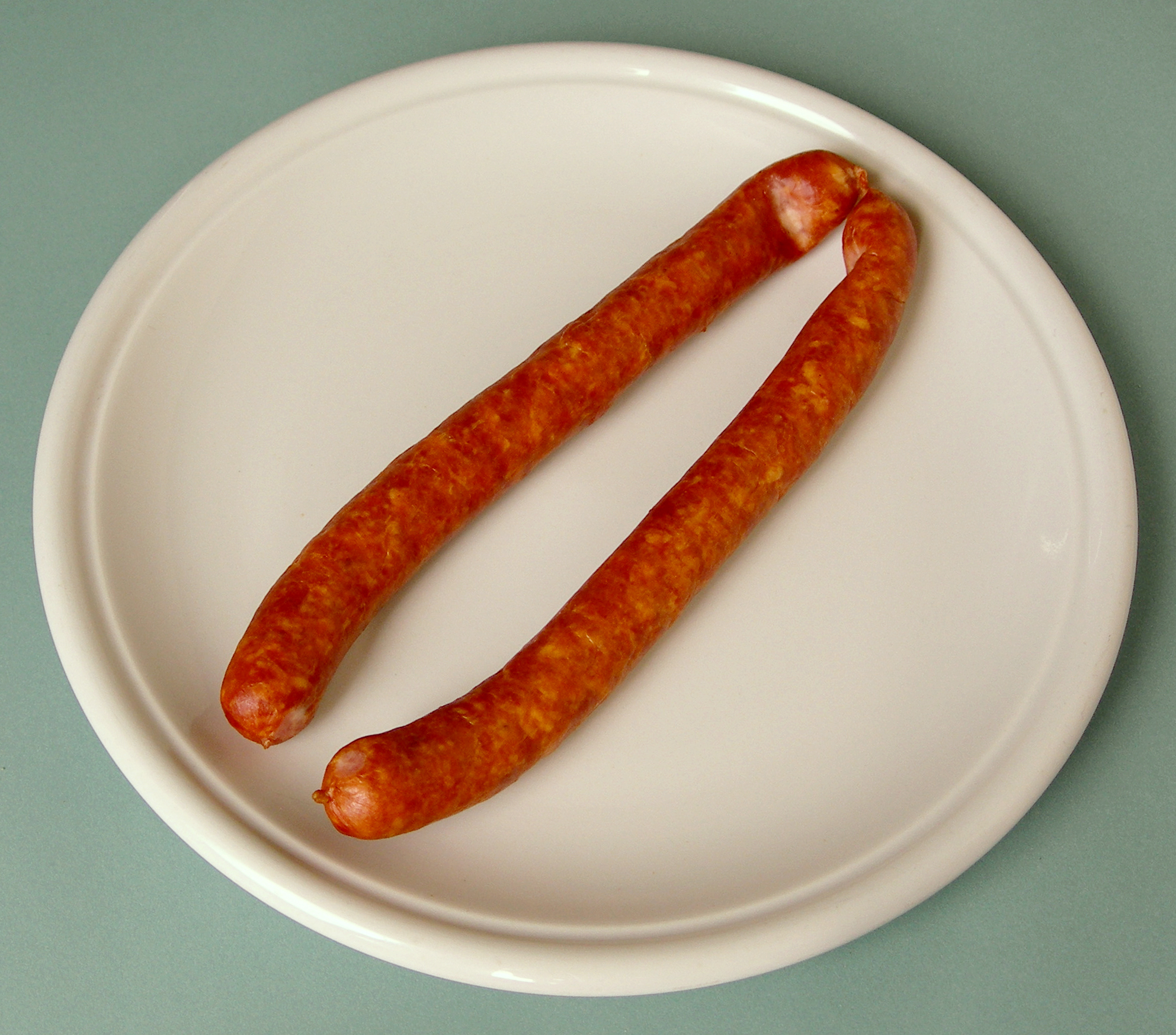
Berliner Schinkenknacker

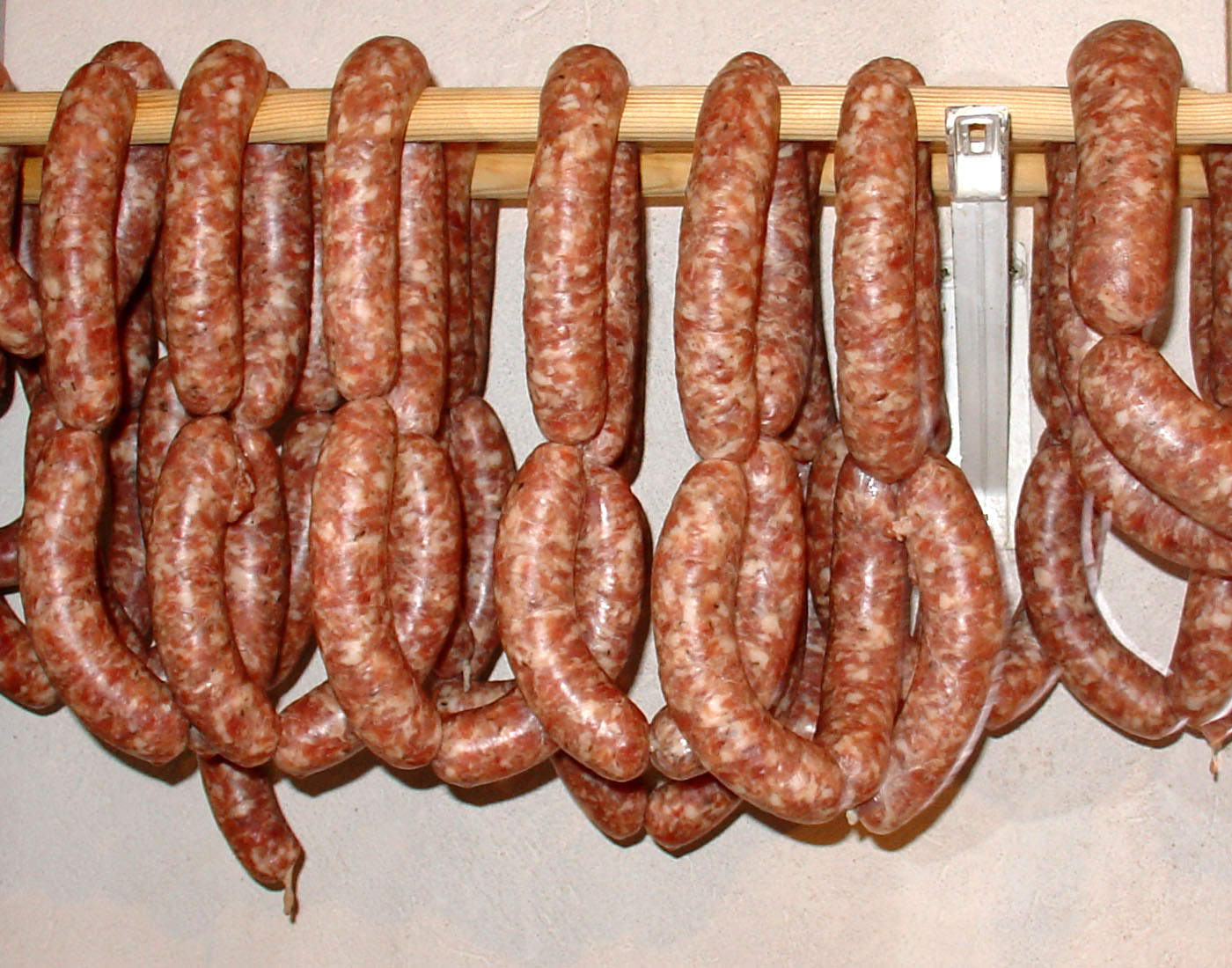
Sächsischer Knacker vor dem Räuchern

Je nach Rezept, Region und Epoche variieren die Angaben zu den Eigenschaften der Wurst deutlich. In Deutschland werden bei der Herstellung von Wurstsorten meist Standardrezepte verwendet, Beispiel dafür ist das Buch Die Fabrikation feiner Fleisch- und Wurstwaren.
Allgemein als Knacker oder Berliner Knackwurst bezeichnet man eine Rohwurst aus magerem Schweinefleisch und Rindfleisch mit Schweinebauch ohne Schwarte. Die Wurstmasse besteht aus mittelkörnig gewolftem Schweinebauch und Fleisch sowie einem Teil fein gewolftem Fleisch. Sie wird typischerweise mit Nitritpökelsalz (was zu einer Fleischrötung führt), Pfeffer und Senfkörnern gewürzt. In Schweinedärmen mit einem Durchmesser von bis ca. 30 mm abgefüllt, kalt geräuchert und reifen anschließend mehrere Tage, bis sie verzehrfähig sind.

#### Rohwürste und Rohwürstchen
- Sächsische Knackwurst: mageres Rindfleisch und fetter Schweinebauch, mit Pökelsalz, Pfeffer und Kümmel gewürzt
- Thüringer Bauernknackwurst: mageres Schweinefleisch und Speck, mit Pökelsalz, Pfeffer, Kümmel und Knoblauch gewürzt
- Thüringer Knackwurst(I): Würstchen, mageres Rindfleisch und fetter Schweinebauch, mit Pökelsalz, weißem Pfeffer, Kümmel und Knoblauch gewürzt
- Thüringer Knackwurst(II): schnittfeste Rohwurst, mageres Rindfleisch, mageres Schweinefleisch und Speck, mit Pökelsalz, Weißem Pfeffer, Piment und Rum gewürzt, in Kranzdärmen mit einem Kaliber über 46 mm abgefüllt
- Thüringer Knackwurst(III): schnittfeste Rohwurst, mageres Rindfleisch, mageres Schweinefleisch und Speck, mit Pökelsalz, Pfeffer, Kümmel und Muskat gewürzt, in Kränzdärmen mit einem Kaliber über 46 mm abgefüllt
  - Thüringer Knoblauchwurst: statt Kümmel wird Knoblauch verwendet
  - Zigeunerwurst: außerdem wird mit edelsüßem Paprika und Rosenpaprika gewürzt
- Bratwurst: Bezeichnung einer Knackwurst im südlichen Sachsen-Anhalt und umliegenden Teil Ostthüringens und Westsachsens (die eigentliche Thüringer Bratwurst wird dort „Roster“ genannt).

#### Brühwürste und Brühwürstchen
- Heiß geräucherte Würstchen aus Fleischwurst-Brät mit einem Gewicht von 80 g bis 120 g bezeichnet man als Frankfurter Knackwürstchen, Knackwürstchen oder Hamburger Knackwurst.
- Einfache Knacker: Einfaches Fleischwurst-Brät, in Schweinedärme mit einem Kaliber von 28/32 und Stückgewicht zu 100 bis 120 g abgefüllt, heißgeräuchert. Andere Bezeichnungen: einfache Klöpfer; einfache Schüblinge, einfache Servela.
- Mürbe Knacker:Fleischwurst-Brät, mit Majoran und Kümmel gewürzt, in Schweinedärme mit einem Kaliber von 28/32 und Stückgewicht zu 80 bis 100 g abgefüllt, heißgeräuchert. Andere Bezeichnung: Knacker.
- Augsburger Knackwurst (siehe Augsburger (Wurst)): Aufschnitt-Grundbrät, mageres Schweinefleisch und vorgegarter Speck, mit Pökelsalz, Mazis und Piment gewürzt, in Schweinedärme mit einem Kaliber von 28/32 und Stückgewicht  zu 75 g abgefüllt, heißgeräuchert.
- Regensburger Knacker (siehe Regensburger Würstchen): Aufschnitt-Grundbrät, Schweinebauch ohne Schwarte und mageres Schweinefleisch, mit Pökelsalz, Pfeffer, Zitronenpulver, Mazis und rohen Zwiebeln gewürzt, in Kranzdärme mit einem Kaliber 37/40 zu 4 bis 5 cm langen Würstchen abgefüllt, heißgeräuchert.
- Stuttgarter Knackwurst: Aufschnitt-Grundbrät, Rinderbrät-Grundmasse und magerer Schweinebauch, mit Pökelsalz, Pfeffer, Muskat und Piment gewürzt, in Schweinedärme mit einem Kaliber von 28/32 und Stückgewicht zu 100 g abgefüllt, heißgeräuchert.

#### Deutsches Lebensmittelbuch
Das Deutsche Lebensmittelbuch ist eine Sammlung von Leitsätzen, in denen die Verkehrsauffassung der am Lebensmittelverkehr Beteiligten beschrieben wird, das heißt der redliche Hersteller- und Handelsbrauch unter Berücksichtigung der Erwartung der Durchschnittsverbraucher an die betreffenden Lebensmittel.
- Knackwurst und Knacker sind Brühwürstchen. Sie dürfen aus sehnenreichem Rindfleisch, fettgewebsreichem Schweinefleisch und reinem Fettgewebe bestehen. Die Wurstmasse ist in der Regel fein zerkleinert und wird in Schweinedünndärmen oder Kranzdärmen abgefüllt.
  - Einfacher Knacker kann zusätzlich Bindegewebe enthalten. Sie wird typischerweise in Schweinedünndärmen mit einem Mindestdurchmesser von 32 mm abgefüllt, Saitlinge werden nicht verwendet.
- Knackwurst oder Knappwurst ist eine Kochmettwurst. Sie darf aus fettgewebsreichem Schweinefleisch, reinem Fettgewebe, Bindegewebe und Innereien bestehen. Sie wird nicht umgerötet und kann Haferflocken oder Grütze enthalten.[5]
- Berliner Knacker und Thüringer Knackwurst sind Schnittfeste Rohwürste. Sie dürfen aus fettgewebsreichem Schweinefleisch, grob entsehntem Rindfleisch und reinem Fettgewebe bestehen. Die Wurstmasse ist mittelkörnig und wird in Schweinedünndärmen oder Schafsaitlingen abgefüllt.

### Österreich

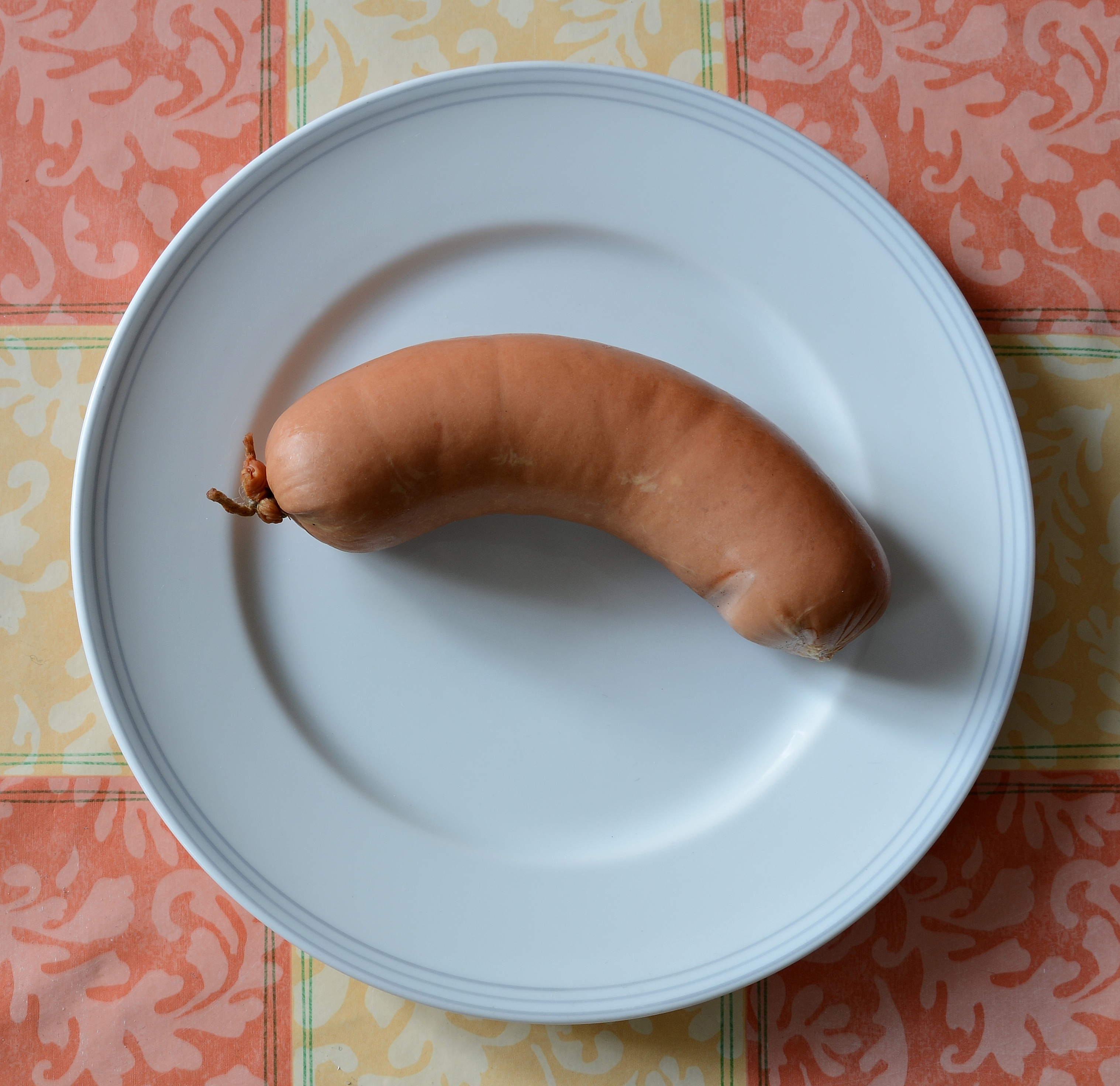
Knackwurst in Österreich

In Österreich bezeichnet man kleinere Extrawürste als Knackwurst bzw. Knacker, regional auch als Salzburger. Dabei handelt es sich um Brühwürste aus Brät von Rind- und Schweinefleisch mit Speck und etwas Kartoffelstärke. Sie haben ein typisches Gewicht von 120–150 g. In Vorarlberg und im deutschen Bodenseeraum gibt es daneben auch den Schübling, welcher oft als das Pendant zur Knackwurst gesehen wird. Er wird jedoch ohne Kartoffelstärke hergestellt und ist etwas gröber.
Knacker respektive Knackwurst wird in Wien auch scherzhaft als Beamtenforelle bezeichnet. Populär wurde der Ausdruck durch den österreichischen Bundeskanzler Julius Raab, dessen Lieblingsspeise Knackwurst war. Zuvor war „Beamtenforelle“ als scherzhafte Bezeichnung für Salzstangerl verwendet worden, womit auf die bescheidenen Einkünfte von Beamten hingewiesen werden sollte.
In Oberösterreich bezeichnet man eine in zwei Hälften geschnittene Knackwurst mit Zwiebel auch als Maurerforelle.